# What Shall We Do with Our Old?
What Shall We Do with Our Old? è un cortometraggio muto del 1911 diretto da David W. Griffith.

## Trama
Un anziano falegname viene a sapere dal medico che la moglie è seriamente malata e che ha bisogno di costose cure. Nel frattempo, l'uomo viene licenziato dal lavoro a causa della sua età. Il falegname non riesce più a trovare un'altra occupazione e, disperato per le condizioni della moglie che peggiorano sempre di più, prende una decisione che lo porta a infrangere la legge.

## Produzione
Il film fu prodotto dalla Biograph Company e venne girato a Fort Lee, nel New Jersey.

## Distribuzione
Distribuito dalla General Film Company, il film - un cortometraggio in una bobina - uscì nelle sale il 13 febbraio 1911. La pellicola in 16 mm venne distribuita nel 1911 dalla Blackhawk Films. I diritti mondiali del film appartengono alla American Mutoscope & Biograph.